# Oospila lunicincta
Oospila lunicincta là một loài bướm đêm trong họ Geometridae.